# Abort i Rumänien
Abort i Rumänien är lagligt sedan 1989. 
År 1957 blev fri abort för första gången lagligt i Rumänien. Den dåliga informationen om och tillgången på preventivmedel gjorde att abortantalet blev mycket högt. 1966 förbjöds aborter genom Dekret 770. Förbudet var i kraft fram till 1989. 